# Vasbeton szerkezetek
A vasbeton szerkezet – a vasalással erősített beton anyagú teherhordó épületszerkezeteket.
A vasbeton szerkezetekben a nyomóerőket főleg a beton, a húzóerőket főleg a vasalás veszi fel.
A XX. század és jelenkorunk építészetében a vasbeton és acél teherhordó szerkezetek, szerkezeti rendszerek alkalmazása meghatározó jelentőségű.